# 11th Milestone

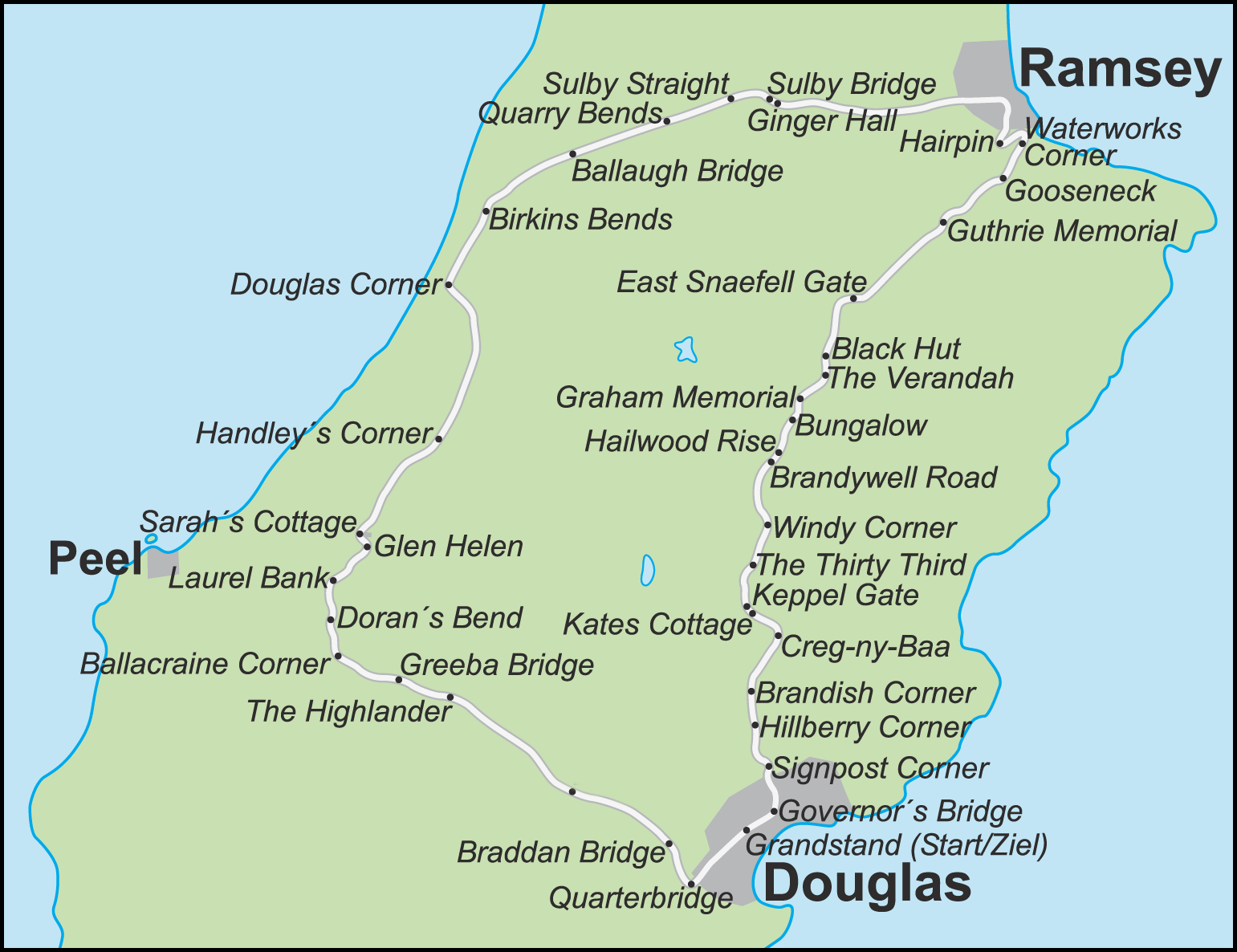
Drinkwater's Bend ligt op het westelijk deel van de Mountain Course vlak onder Handley's Corner

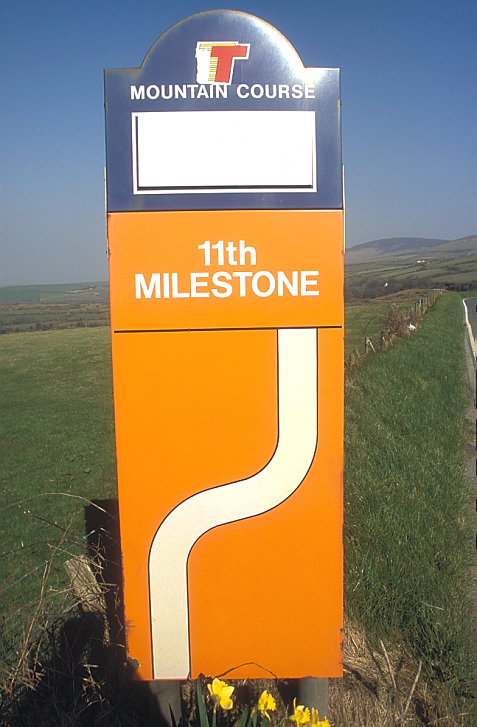

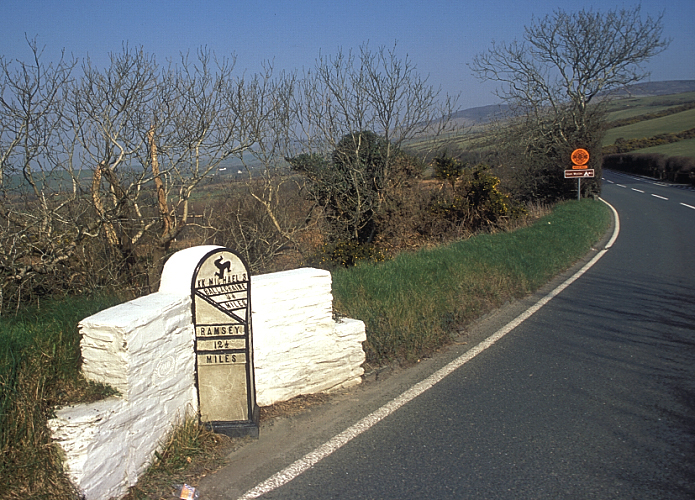
Drinkwater's Bend en de 13e mijlpaal van de A3. Dit is een vaste, stenen mijlpaal van de Isle of Man Highway Board, niet van de TT-organisatie

De 11th Milestone is een serie bochten in de A3 van Castletown die hun naam danken aan het feit dat ze 11 mijl na de start van de Isle of Man TT en de Manx Grand Prix liggen.
Een stenen 11e mijlpaal stond in de 19e eeuw in de buurt van Glen Helen. In de jaren zestig van de 19e eeuw, de periode dat James Garrow Surveyor-General van het eiland was, werd een ijzeren mijlpaal in de huidige Drinkwater's Bend geplaatst als 13e mijlpaal van de A3. De tegenwoordige plaats van de "11th Milestone" van de Snaefell Mountain Course is bij Cronk Bane Farm, vlak vóór Drinkwater's Bend, maar men zoekt het bord van de organisatie tevergeefs. De hele bochtencombinatie wordt "11th Milestone" genoemd.
De laatste bocht, gemarkeerd door een wit geschilderde gemetselde brugleuning, heet Drinkwater's Bend omdat Ben Drinkwater hier dodelijk verongelukte tijdens de Junior TT van 1949.
De S-bocht maakte ook deel uit van de Highroads Course en de Four Inch Course, die gebruikt werden voor de Gordon Bennett Trial en de RAC Tourist Trophy van 1904 tot 1922 en van de St John's Short Course die van 1907 tot 1910 werd gebruikt voor de Isle of Man TT.
De omgeving wordt gedomineerd door de Ballamenagh en de Shoughlaige-e-Caine landbouwgrond. In de jaren vijftig van de 19e eeuw werd de A3 verlegd tussen Cronk-y-Voddy en Kirk Michael om drassige grond en steile hellingen te mijden en daardoor ontstond de S-bocht. 

## Circuitverloop
Bij nadering van de eerste flauwe rechter bocht van "11th" komen de rijders met hoge snelheid van de Cronk-y-Voddy Straight door de snelle bocht Molyneux's. Daarna schakelen ze minstens één versnelling terug voor 11th, maar de hele bochtencombinatie: rechts - rechts - links, met een trottoir aan de rechterkant, kan met ongeveer 225 km/h gereden worden. Er zit een lichte daling in de bochten en de kunst is ze zo soepel mogelijk te nemen om snelheid te houden voor de afdaling naar Handley's Corner. Hoewel er tussen de eerste twee bochten een kort recht stuk zit, blijven de coureurs inleunen om te proberen ze zoveel mogelijk als één bocht te nemen en toch goed uit te komen voor de linker (Drinkwater's) bocht.

## Gebeurtenissen bij de 11e mijlpaal en Drinkwater's Bend
- Op 13 juni 1949 verongelukte Ben Drinkwater met een 350cc Norton Manx tijdens de Junior TT bij de 11e mijlpaal. De S-bocht kreeg daarna zijn naam. Ben plande na deze race te stoppen en zich te gaan bezighouden met de sponsoring en ondersteuning van enkele jonge coureurs.
- Op 16 juni 1961 verongelukte Ralph Rensen met een 500cc Norton Manx bij Drinkwater's Bend tijdens de Senior TT
- Op 28 mei 1986 verongelukte de Manxman Ian Ogden tijdens de training voor de Senior TT met een 500cc Suzuki
- Op 7 juni 2017 verongellukte de Nederlander Jochem van den Hoek met een Honda CBR 1000 RR Fire Blade tijdens de Superstock TT.

## Trivia
- Steve Hislop viel in 1983 met pech stil bij de 11th Milestone en kon vanaf een talud zien hoe zijn collega's voorbij gingen. Hij was niet de eerste coureur die toen pas zag hoe snel het ging. Volgens eigen zeggen blies Norman Brown hem bijna van het talud af en toen Joey Dunlop langs kwam kon Hislop niet geloven dat iets op aarde zo hard kon gaan. Dat moment veranderde zijn leven. Hij besloot dat zijn doel in het leven zou worden zo snel te gaan als Brown en Dunlop. Hislop won later 11 TT-races.
- Het westelijk deel van de Mountain Course is van Ballacraine tot Creg Willey's Hill tamelijk bebost, maar de Cronk-y-Voddy Straight en de 11e mijlpaal liggen hoog en mist, regen en wind hebben er vrij spel. Bij de 11e mijlpaal is de mist echter vaak dichter dan elders, en als de reddingshelikopter zijn landingsplaats niet kan zien worden de trainingen en wedstrijden stilgelegd.

(Markante punten in cursief zijn onofficiële punten of worden alleen gebruikt binnen Marshal Sectors)
1e mijl:
TT Grandstand ·
Nobles Park ·
St Ninian's Crossroads ·
Bray Hill ·
Ago's Leap ·
Quarterbridge Road ·
1st Milestone ·
2e mijl:
Wal Handley Memorial Seat ·
Quarterbridge ·
Port-y-Chee Meadow ·
Braddan Bridge ·
Jubilee Oak ·
Braddan Bridge House ·
Braddan Depot ·
Snugborough (Cronk Dhoo) ·
2nd Milestone ·
3e mijl:
Union Mills (Mullen Dhoo, Mwyllin Dhoo Aah, Mullin Doway) ·
Railway Inn ·
Ballahutchin Hill (Elm Bank Hill) ·
3rd Milestone ·
4e mijl:
Ballafreer ·
Glenlough ·
Ballagarey Corner ·
Glen Vine (Glen Darragh) ·
Ballabeg ·
4th Milestone ·
5e mijl:
Crosby ·
Crosby Left (Vicarage Corner) ·
Crosby Cross-Roads ·
5th Milestone ·
6e mijl:
Crosby Hill (Ballaglonney Hill of Halfway Hill) ·
Halfway House (The Waggon & Horses) ·
St Trinian's ·
The Highlander ·
Greeba Verandah ·
Pear Tree Cottage ·
Greeba Castle ·
6th Milestone ·
7e mijl:
Appledene (Shimmin's Corner) ·
Central Valley (Greeba Gap) ·
Greeba Bridge ·
The Hawthorn ·
Knock Breck ·
Gorse Lea ·
7th Milestone ·
8e mijl:
Ballagarraghyn ·
Ballacraine ·
Ballaspur ·
Ballig ·
8th Milestone ·
9e mijl:
Ballig Bridge ·
Doran's Bend ·
Laurel Bank ·
9th Milestone ·
10e mijl
Glen Moar Mill ·
Black Dub ·
Quarter-Distance Marker ·
The Vaish ·
Glen Helen (Glen Rhenass) ·
Sarah's Cottage ·
Creg Willey's Hill ·
10th Milestone ·
11e mijl:
Lambfell Beg ·
Lambfell (Moar) Cottage ·
Cronk-y-Voddy (Cronk-y-Voddy Straight) ·
Cronk-y-Voddy Cross Roads ·
Molyneux's ·
Cronk Bane Farm ·
11th Milestone ·
12e mijl:
Drinkwater's Bend ·
Handley's Corner (Cronk-y-Fedjag, Ballamenagh) ·
12th Milestone ·
13e mijl:
McGuinness's (Shoughlaigue Bridge) ·
Ballaskyr ·
Barregarrow Cross Roads (Cronk Aashen) ·
Barregarrow ·
Little Bray ·
Barregarrow Bottom ·
Cammal Farm ·
Cronk Urleigh ·
13th Milestone ·
14e mijl:
Ballalonna Bridge ·
Westwood Corner ·
Ballakinnag ·
14th Milestone ·
15e mijl:
Douglas Road Corner ·
Glen Wyllin Corner ·
The Mitre ·
Dave Saville Memorial Seat ·
Kirk Michael ·
The White House ·
15th Milestone ·
16e mijl:
Birkin's Bend ·
Rhencullen ·
Bishopscourt ·
Bishopscourt Farm Bends ·
Bishopscourt Straight ·
Orrisdale North ·
16th Milestone ·
17e mijl:
Dub Cottage (Bishop's Dub) ·
Alpine Cottage ·
Balla Cobb ·
17th Milestone ·
18e mijl:
Ballaugh Bridge ·
Ballaugh ·
Gwen's ·
Ballacrye Corner ·
Ballacrye ·
18th Milestone ·
19e mijl:
Quarry Bends ·
Ballavolley ·
Wildlife Park ·
Sulby Straight ·
Half-distance Marker ·
19th Milestone ·
20e mijl:
Sulby ·
Sulby Glen Hotel ·
Sulby Crossroads ·
Sulby Bridge ·
20th Milestone ·
21e mijl:
Ginger Hall ·
Kerrowmoar ·
21st Milestone ·
22e mijl:
Glen Duff ·
Glentramman ·
Temple Corner (Water Through Corner) ·
Glentramman Loop Road ·
Churchtown ·
Caravan ·
22nd Milestone ·
23e mijl:
Lezayre War Memorial ·
Ballakillingan ·
Conker Fields ·
K-tree ·
Sky Hill ·
Milntown Cottage (Pinfold Cottage) ·
Milntown Bridge (Glen Auldyn Bridge) ·
Milntown ·
Gardener's Lane ·
23rd Milestone ·
24e mijl:
Lezayre Road ·
School House Corner (Crossags, Russel's Corner) ·
Parliament Square ·
Queen's Pier Road ·
Ramsey Depot ·
Cruickshanks Corner ·
May Hill ·
24th Milestone ·
25e mijl:
Whitegates ·
Stella Maris ·
Ramsey Hairpin ·
Little Gooseneck ·
Water Works Corner ·
Ballure Reservoir ·
Mountain Section ·
Tower Bends ·
25th Milestone ·
26e mijl:
Gooseneck ·
Joey's (26th Milestone) ·
27e mijl:
Guthrie's Memorial ·
The Cutting ·
27th Milestone ·
28e mijl:
Milligan's Bridge ·
Mountain Mile ·
28th Milestone ·
29e mijl:
Three-Quarter distance marker ·
Mountain Box (East Mountain Gate, East Snaefell Gate) ·
29th Milestone ·
30e mijl:
Casey's (Rice's Corner, George's Folly) ·
Black Hut (Stonebreakers Hut, Shepherd's Hut) ·
John Smyth Memorial Shelter ·
Verandah ·
30th Milestone ·
31e mijl:
Bungalow Bridge ·
Stonebridge ·
Les Graham Memorial ·
Bungalow Bends ·
McIntyre Box ·
Murray's Museum ·
Joey Dunlop Memorial ·
The Bungalow ·
31st Milestone ·
32e mijl:
Hailwood's Rise ·
Hailwood's Height ·
Brandywell (West Mountain Gate, Beinn-y-Phott Gate, Bungalow Gate) ·
Duke's (32nd Milestone) ·
33e mijl:
Windy Corner (Nobles Corner) ·
Nobles Park Road ·
Slieu Lhost Quarry ·
Thirty-Third (33rd Milestone) ·
34e mijl:
Keppel Gate (Clarke's Corner) ·
Kate's Cottage (Shepherd's House) ·
34th Milestone ·
35e mijl:
Creg-ny-Baa (the Keppel Hotel) ·
Gob-ny-Geay (Sunny Orchard) ·
35th Milestone ·
36e mijl:
Brandish Corner (Telegraph Hill, O'Donnell's en Upper Hillberry Corner) ·
Hillberry Corner ·
36th Milestone ·
37e mijl:
Glen Dhoo Farm ·
Hillberry Road ·
Cronk-ny-Mona ·
Johnny Watterson's Lane ·
Signpost Corner ·
Bedstead Corner ·
The Nook ·
37th Milestone ·
38e mijl:
Bemahague ·
Governor's Bridge ·
Governor's Dip ·
Glencrutchery Road ·
38th Milestone